# Срђан Дармановић
Срђан Дармановић (Цетиње, 18. јул 1961) је црногорски политичар, дипломата и професор на Факултету политичких наука Универзитета Црне Горе. Вршио је функцију Министра спољних послова Црне Горе он 28. новембра 2016. до 4. децембра 2020. године. Претходно је био Амбасадор Црне Горе у Сједињеним Америчким Државама и посланик у Савезној скупштини Савезне Републике Југославије.

## Биографија

### Детињство, младост и академска каријера
Срђан Дармановић је рођен 18. јула 1961 године на Цетињу у тадашњој СР Црној Гори, СФР Југославији. Дипломирао је на Факултету политичких наука Универзитета у Београду 1985. године, а магистрирао на истом факултету 1994. године.
Члан је међународне истраживачке групе Института у Аспену (1997-1998).
Два пута је у својству експерата сведочио пред Хелсиншком комисијом Конгреса САД (1998, 2000).
Бивши је колумниста дневних новина Наша Борба из Београда (1990-1999) и црногорског недељника Монитор (1994-2004).
Оснивач је и бивши декан Факултета политичких наука Универзитета Црне Горе. Професор Упоредне политикологије на Правном факултету Универзитета Црне Горе и ванредни професор Компаративне политике на Факултету политичких наука на истом универзитету.
Оснивач је и председник Центра за демократију и људска права (ЦЕДЕМ). Члан је Венецијанске комисије (Комисија за демократију путем права Савета Европа).
Аутор је чланака у међународним часописима: Journal of Democracy, East European Constitutional Review и Sudosteuropa.
Гостујући предавач на универзитетима: Џон Хопкинс, Ла Сапиенца, Универзитет у Хамбургу и Факултет политичких наука Универзитета у Београду.

### Политичка каријера
Од 1992. до 1996. био је посланик у Савезној скупштини Савезне Републике Југославије.
Године 2010. именован је за Амбасадора Црне Горе у Сједињеним Америчким Државама и ту функцију је обављао до 28. новембра 2016. године, када је именован за новог Министра спољних послова у Влади Душка Марковића. Овај мандат му се завршио 4. децембра 2020. године када је изгласана Влада Здравка Кривокапића.

### Ауторства
- Изобличена демократија (1993)
- Реал-социјализам: Анатомија слома (1996)

### Коауторства
- Између ауторитаризма и демократије: Србија, Црна Гора, Хрватска (2003)
- Референдум у Црној Гори 2006. (2007)
- Избори и изборни систем у Црној Гори 1990-2006 (2007)